# Mark Kirk
Mark Steven Kirk (ur. 15 września 1959) – amerykański polityk, członek Partii Republikańskiej. W latach 2001–2010 był przedstawicielem dziesiątego okręgu wyborczego w stanie Illinois do Izby Reprezentantów Stanów Zjednoczonych, a od 2010 do 2017 roku senatorem Stanów Zjednoczonych z tego stanu.
22 maja 2012 przebywający na szczycie NATO w Chicago prezydent RP Bronisław Komorowski odznaczył go Krzyżem Komandorskim Orderu Zasługi RP, przyznanym w uznaniu działań prowadzonych przez niego w amerykańskim parlamencie, zmierzających do zniesienia wiz dla Polaków udających się do USA.